# Waidmühlstein

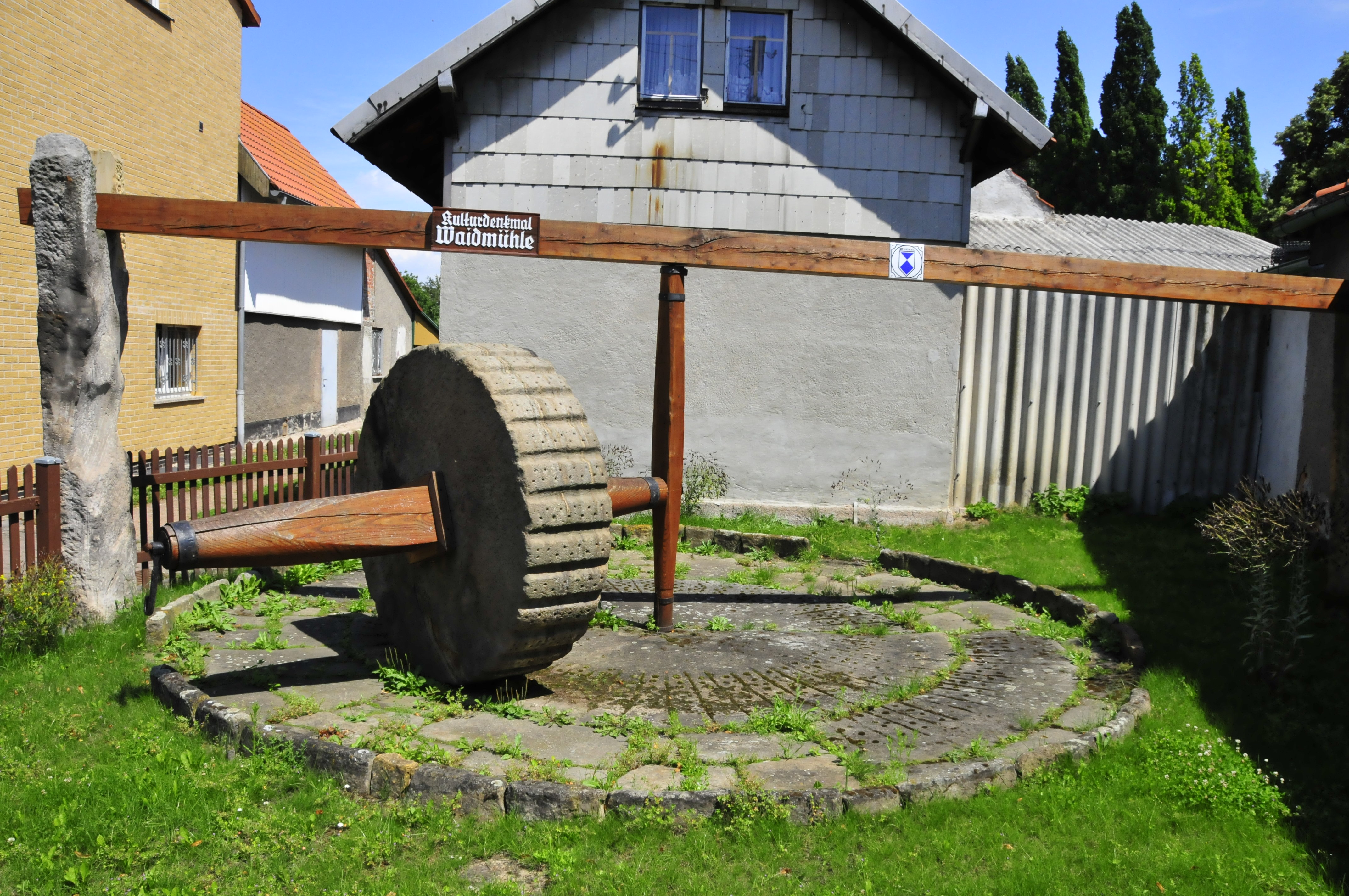
Pferdingsleben-Waidmühle-1

Ein Waidmühlstein oder Waidrad ist ein Mahlstein zum Bearbeiten von Färberwaid in einer Waidmühle. Er besteht aus einem harten Gestein, wie zum Beispiel Seeberger Sandstein, Durchmesser ca. 2 m, Breite ca. 30 cm und die Stirnseite bzw. Lauffläche hat eine zahnradförmige Rinnenstruktur. In der Mitte befindet sich eine Öffnung für eine Achse, mit der der Mühlstein im Kreis bewegt wird und dabei das Mahlgut zerquetscht.